# Johan Lodewijk van Palts-Sulzbach
Johan Lodewijk van Palts-Sulzbach (Sulzbach, 12 december 1625 - Neurenberg, 2 oktober 1649) was de derde zoon van August van Palts-Sulzbach en Hedwig van Sleeswijk-Holstein-Gottorp. Tijdens de Dertigjarige Oorlog diende hij als generaal in het Zweedse leger.

## Biografie
Als jongere zoon werd Johan Lodewijk als vanaf jonge leeftijd voorbereid op een militaire carrière. Omdat zijn vader en zijn oom Johan Frederik van Palts-Hilpoltstein tijdens de Dertigjarige Oorlog het Zweedse leger ondersteunden, trad Johan Lodewijk in Zweedse dienst. Hij onderscheidde zich in verschillende veldslagen. Na het einde van de oorlog werd Johan Lodewijk ziek en trok hij zich terug naar de weduwezetel van zijn moeder in Neurenberg, waar hij korte tijd later stierf.